# بوب براينت
بوب براينت (بالإنجليزية: Bob Bryant)‏ هو سياسي أمريكي، ولد في 11 أغسطس 1944 في الولايات المتحدة، وتوفي في 25 فبراير 2016. حزبياً، نشط في الحزب الديمقراطي. وقد انتخب عضو مجلس نواب جورجيا.